# Willer (Górny Ren)
Willer – miejscowość i gmina we Francji, w regionie Grand Est, w departamencie Górny Ren.
Według danych na rok 1990 gminę zamieszkiwało 316 osób, a gęstość zaludnienia wynosiła 51 osób/km² (wśród 903 gmin Alzacji Willer plasuje się na 580. miejscu pod względem liczby ludności, natomiast pod względem powierzchni na miejscu 422.).